# GT by Citroën
Citroën GT — спорткар, що дебютував як концепт-кар 2 жовтня на 2008 Paris Motor Show. Авто з'явилося в результаті співпраці між французьким автовиробником Citroën та японським розробником автосимуляторів Polyphony Digital. Очікувалося, що буде вироблено шість автомобілів, з очікуваною рекомендованою роздрібною ціною виробника у $2 100 000; однак виробничий цикл нібито був скасований у 2010 році через високі витрати.

## Дизайн

### Спільний проєкт
Концепт Citroën GT був спеціально створений для відеогри Gran Turismo 5 і можна було завантажити з останньою версією Gran Turismo 5: Prologue. Дизайн робився спільно Polyphony Digital та Citroën.

### Citroën
Зовнішній дизайн був зроблений Такумі Ямамото, японським дизайнером із команди Jean-Pierre Ploué Style Citroën. Такумі Ямамото в дитинстві дружив із Кадзунорі Ямауті, директором Polyphony Digital і творцем популярної франшизи Gran Turismo, також відомим як «Gegge». В інтерв'ю Ямауті на Paris Motor Show 2008, він та Ямамото почали співробітництво над цим проєктом у 2003 році. Прес-реліз на офіційному північноамериканському сайті Gran Turismo про співпрацю Citroën та Polyphony Digital назвали «спільними зусиллями, про які вперше заговорили на Женевському автосалоні в березні 2008 року». Ямамото представив Jean-Pierre Ploué свою концепцію авто, щоб затвердити її в штаб-кватирі Сітроен в Парижі, розпочати розробку проєкту і випустити реальну машину. Задня частина авто була ретельно розроблена, щоб виглядати такою, як в грі, хоча, зі слів Ямамото, реальне авто потужніше.

### Polyphony Digital
Лідер автосимуляторів, з-поміж проданих ігор в 50 млн копій із 1998 року Polyphony Digital давно співпрацювала з виробниками авто, в основному з, Nissan, із січня 2002 року. Відомі факти співпраці включають; розробка деталей для Nismo Fairlady Z s-tune (2002), Nismo Skyline Coupé (2004), Amuse S2000 Street Version (2003), Nismo Fairlady Z (2005), Opera Performance Carmate Opera Z (2005) Автосалон Токіо. Polyphony Digital також брала участь в розробці дизайну Amuse S2000 GT1 (2005) та оформленні перегонової команди Formula Nippon Impul (2006).

## Виробництво
У червні 2009 року Citroën підтвердив плани випуску вкрай обмеженої кількості GT для загального продажу. Було вироблено лише 6 штук, кожна з яких коштуватиме 2,1 мільйона доларів. У липні 2010 року почали з’являтися чутки про призупинення виробництва, посилаючись на надмірні витрати на інженерію та розробку відносно розміру виробництва.

## Поява
Автомобіль дебютував у серії Gran Turismo, і відтоді продовжує там появлятися, але також мав появу у грі не від Sony, у нині неробочій грі Car Town для Facebook. Car Town ознаменувала його єдиний дебют у грі, який не належить до серії GT, аж до анонсу в Asphalt 8: Airborne 30 вересня 2016 року. Його було додано в осінньому оновленні 2016 року для гри, випущеної 13 жовтня 2016 року. Він також був доданий в Asphalt 9: Legends, зокрема, Full Throttle Update, випущений 10 грудня 2020 року для iOS і Android, і 15 грудня того ж року для Windows.
GT був доданий до The Crew 2 як частина безкоштовного оновлення «Blazing Shots» у листопаді 2019 року, однак логотип Gran Turismo було вилучено з його розпису, залишаючи лише шаховий малюнок.